# Панахида
Панахи́да (грец. παννυχίς — «всенічна») — церковна відправа за померлим у східних обрядах християнства. Панахиду відправляють над тілом померлого під час похорону, а також по смерті померлого — на 3-й, 9-й, 40-й дні після смерті, у роковини смерті та народження, у дні тезоімеництва тощо.
На відміну від похоронної відправи («відспівування») її можна влаштовувати через значний час після смерті померлого.
Панахиду править священник, або єпископ, митрополит, патріарх.

## Етимологія
Слово «панахида» походить з грец. παννυχίς, дос. «всенощний спів», «нічне бдіння». Така назва пов'язана з історією виникнення цієї служби: перші християни, за часів гонінь у Римській імперії, часто звершували богослужіння вночі, у катакомбах. Згодом, коли Церква вийшла з підпілля та отримала свободу, панахида утвердилася як особливе богослужіння за спочилих.

## Мета
Головна мета панахиди — це молитовне поминання тих, хто завершив своє земне життя. Під час цієї служби віряни просять Бога про прощення гріхів та дарування Царства Небесного для покійних близьких. Православні вірять, що через молитву та милість Божу, душі померлих отримують полегшення та розраду. Також Панахида — це вияв любові до спочилих. Оскільки померлі вже не можуть самі молитися за себе та приносити покаяння, небайдужі люди беруть цей обов'язок на себе. Панахида стає духовною жертвою за померлу людину, яка вже відійшла у вічність.

## Час
Панахиди звершуються священниками як перед похованням, так і після нього. Традиційно, панахиду служать:
- Під час поховання: Перед відданням тіла землі, щоб провести померлого в останню путь з молитвою (чин похорону містить також панахиду).
- На 3-й день після смерті: На честь триденного Воскресіння Ісуса Христа та на честь триденного перебування у гробі.
- На 9-й день після смерті: В пам'ять про дев'ять чинів ангельських, щоб вони клопоталися за душу померлого перед Богом.
- На 40-й день (сороковини) після смерті: Сороковий день має особливе значення, вважається, що до цього часу душа остаточно визначається у своєму посмертному стані.
- У дні народження та тезоіменитства спочилого: Щоб засвідчити, що пам'ять про померлого живе в наших серцях, і наша любов до нього не слабшає.
- В роковини смерті: У річницю смерті, як день народження для вічного життя.